# Емилио Салгари
Емилио Салгари (итал. Emilio Salgari, 1862-1911) био је италијански новинар и писац авантуристичких, историјских и научно-фантастичних романа. У свету је најпознатији по серији романа о Сандокану, који су више пута екранизовани у Италији и САД. Италијанска серија Сандокан, са индијским глумцем Кабир Бедијем у главној улози, била је популарна у Србији 80-их година, а у Италији његова дела су популарна и данас.Поред ове игране серије у Србији су и приказане анимиране серије "Сандокан" и "Јоланда кћи црног гусара" по његовим делима, обе у синхронизацији БК ТВ.

## Биографија
Емилио Салгари рођен је 21. августа 1862. у Верони, у сиромашној трговачкој породици. У младости је похађао морнаричку академију у Венецији, коју није успео да заврши, а затим се у родној Верони бавио новинарством и писањем популарних авантуристичких романа, са историјском или егзотичном тематиком. Најпознатија дела су му романи:
- Сандокан: Пирати Малезије (итал. I pirati della Malesia,1896),
- Црни гусар (итал. Il Corsaro Nero, 1898) и
- Капетан Олуја (итал. Capitan Tempesta, 1905).

Иако плодан и популаран писац - објавио је преко 200 романа и приповедака - целог живота био је на ивици сиромаштва. Личне трагедије отерале су га у депресију и прерану смрт: отац му је извршио самоубиство, а супруга му је 1910. затворена у душевну болницу. Извршио је самоубиство на начин јапанских самураја - харакири или сепуку - 25. априла 1911. у Турину.

## Дела на српском језику[6]
- На пустом острву - страховити доживљаји бродоломца (1928)
- Лав од Дамаска (1928)
- Драгуљ Црвене ријеке (1930)
- Страхоте мореуза Торез (1930)
- Црни гусар (1938)
- Брег светлости (1938)
- Изненађења 21. века (1942)
- Ловци са далеког запада (1957)
- Дивљи кланац (1963)
- Последњи гусари (1966)
- Фараонова освета (1967)
- Ловци китова (1979)
- Краљица Кариба (1980)
- Сандокан 5 - Краљ мора (1981)
- Сандокан 1 -Тигрови Момпрачема (1981)
- Сандокан 6 - Цвет бисера (1982)
- Капетан Олуја (1982)
- Сандокан 8 - Поновно освајање Момпрачема (1986)
- Јоланда кћи црног гусара (1986)
- Сандокан 2 - Гусари Малезије (2006)
- Сандокан 3 - Тајне црне џунгле (2007)
- Сандокан 4 - Два тигра (2008)